# Železniční stanice Lev ha-Mifrac
Železniční stanice Lev ha-Mifrac (hebrejsky: תחנת הרכבת לב המפרץ, Tachanat ha-rakevet Lev ha-Mifrac) je železniční stanice na pobřežní železniční trati v Izraeli. K jihovýchodu tu rovněž odbočuje železniční trať v Jizre'elském údolí, zrušená roku 1948 a obnovená po nákladné rekonstrukci roku 2016. 
Leží v Haifském zálivu v nadmořské výšce necelých 10 metrů na severu Izraele, v průmyslové a komerční zóně ve východní části města Haifa nedaleko ústí řeky Kišon. Je situována na třídě Sderot ha-Histadrut (dálnice číslo 4), ze které tu k jihu odbočuje dálnice číslo 75 (Derech ha-Amakim). V okolí se rozkládají průmyslové a podnikatelské areály. Přímo u stanice je velké nákupní středisko, na východ odtud leží Haifská rafinérie, na severu Haifský přístav. Obytná zástavba začíná až dál k západu (čtvrť Neve Josef a další obytné oblasti vlastní Haify).
Stanice je obsluhována autobusovými linkami společnosti Egged a místní městskou autobusovou dopravou. K dispozici jsou parkovací místa pro automobily a veřejný telefon.